# چای دارچین
چای دارچین، نوعی نوشیدنی دم کردنی است که به صورت گرم سرو می‌شود.

## نحوه تهیه
برای تهیه چای دارچین، قلم دارچین (قطعات پودر نشده پوست درخت دارچین) را داخل قوری آب جوش نهاده و دم می‌کنند. پس از چند دقیقه چای دارچین آماده مصرف است.
گاهی چای دارچین را همراه با چای معمولی مصرف می‌کنند. امروزه چای کیسه‌ای دارچین نیز تولید و عرضه می‌شود. ترکیب دارچین با برش‌هایی از میوه به و سیب نیز طعم دلپذیری دارد.

## موارد مصرف
چای دارچین یک نوشیدنی گرم است که برای روزهای سرد مناسب است. از این نوشیدنی به عنوان تب بر و پیشگیری کننده از سرماخوردگی نیز استفاده می‌شود. برای چای دارچین خواص طبی زیادی ذکر شده‌است.